# Musée archéologique de Dijon
Le musée archéologique de Dijon est un musée d'« archéologie bourguignonne » fondé en 1832 à Dijon en Côte-d'Or, labellisé Musée de France, avec des collections sur « l'homme en Bourgogne » durant la Préhistoire, Protohistoire, Gaule romaine puis au Moyen Âge ainsi que des collections sur l'art paléochrétien, l'art sacré et l'architecture chrétienne. Il est hébergé depuis 1934 dans l'aile principale de l’ancienne abbaye Saint-Bénigne de Dijon (VIe siècle).

## Historique
L'histoire des collections du musée archéologique de Dijon trouve son origine dès la fin du XVIIIe siècle dans la volonté d'érudits et de sociétés savantes telles que l'Académie de Dijon ou encore la Commission des Antiquités de la Côte-d'Or (CACO), créée en 1832, qui avait notamment pour but de conduire des opérations archéologiques, de préserver les monuments historiques ainsi que de publier et de conserver le mobilier découvert sur des sites majeurs comme Alésia, Vertault ou Les Bolards (Nuits-Saint-Georges).
Le musée de la CACO a d'abord été installé dans l'ancien hôtel Rolin (actuelles archives départementales) en 1832. Il présentait essentiellement les éléments sculptés issus du castrum antique ou de monuments dijonnais détruits (Saint-Bénigne, Sainte-Chapelle). Puis, sous le Second Empire, le « musée des Antiquités », enrichi notamment des fouilles du sanctuaire des sources de la Seine, occupe plusieurs salles du palais des États, avoisinant le Musée municipal de peintures et de sculptures (actuel musée des Beaux-Arts).

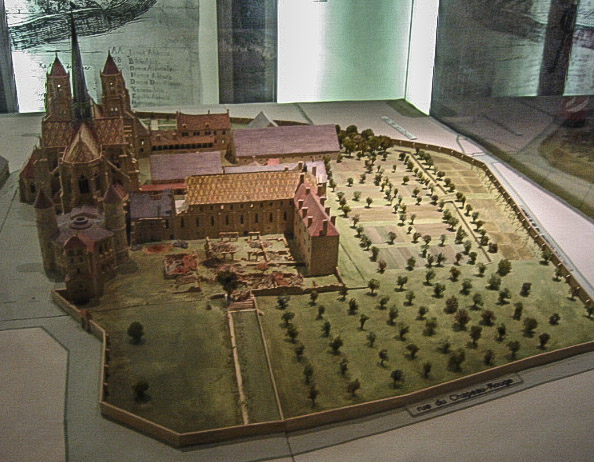
Maquette de l'abbaye Saint-Bénigne de Dijon (VIe siècle).

C'est en 1934 que le destin de ces collections et celui de l'abbaye Saint-Bénigne se mêlent par l'installation du musée dans le dortoir des Bénédictins, seul vestige des bâtiments conventuels. Sous l'égide de ses conservateurs successifs, le musée est municipalisé en 1955 et, fort de ses enrichissements issus d'opérations archéologiques récentes et d’acquisitions, se déploie progressivement dans les différents niveaux du bâtiment.
Par le biais de sites majeurs, le musée archéologique présente aujourd'hui les témoignages matériels des cultures qui se sont succédé sur le territoire de la Côte-d'Or, et plus largement de la Bourgogne, de la Préhistoire au Moyen Âge.

## Collections
Le musée abrite des collections provenant de toute la Bourgogne (Dijon, Alésia, Source-Seine, Vertault, Mâlain, Moutiers-Saint-Jean, Curtil-Saint-Seine, Blanot, La Rochepot, Chaume-lès-Baigneux, Étaules, Selongey).

### Niveau 0: les salles romanes (collections gallo-romaines)
La salle capitulaire et le scriptorium (XIe siècle) exposent des ex-voto (bois sculptés des sources de la Seine à la déesse de la mythologie celtique gauloise Sequana du sanctuaire gallo-romain des sources de la Seine), des stèles et bas-reliefs, des sculptures du castrum de Dijon.

### Niveau 1: L'ancien dortoir des Bénédictins (collections médiévales)

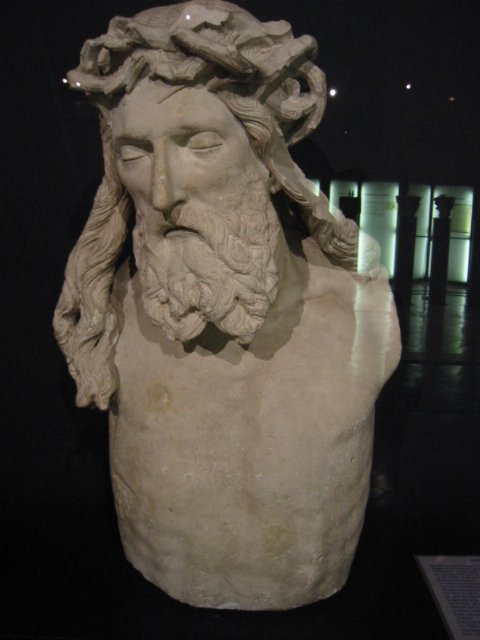
Claus Sluter, Le Christ couronné d'épines, XIVe siècle).

Le dortoir des moines (style gothique, XIIIe siècle) expose des sculptures romanes et gothiques de Moutiers-Saint-Jean, Curtil-Saint-Seine, de la Chartreuse de Champmol avec un buste du Christ sculpté par Claus Sluter en 1399.

#### Le Christ couronné d'épines
Le Christ couronné d'épines de Claus Sluter  (vers 1460 –1405/1406) est un fragment d'un crucifix en pierre calcaire, qui fut érigé en 1399 dans la cour du monastère des chartreux de Champmol, à Dijon. Il a été retiré de ce monument à la fin du XVIIIe siècle (probablement avant la Révolution), puis retrouvé au XIXe siècle dans un mur à Dijon et transporté au musée archéologique. Le crucifix était à l'origine accompagné de statues de Marie, Jean et Marie-Madeleine, aujourd'hui perdues.

### Niveau 2: les salles de l'abbaye du XVIIème siècle (collections préhistoriques, gallo-romaines et mérovingiennes)

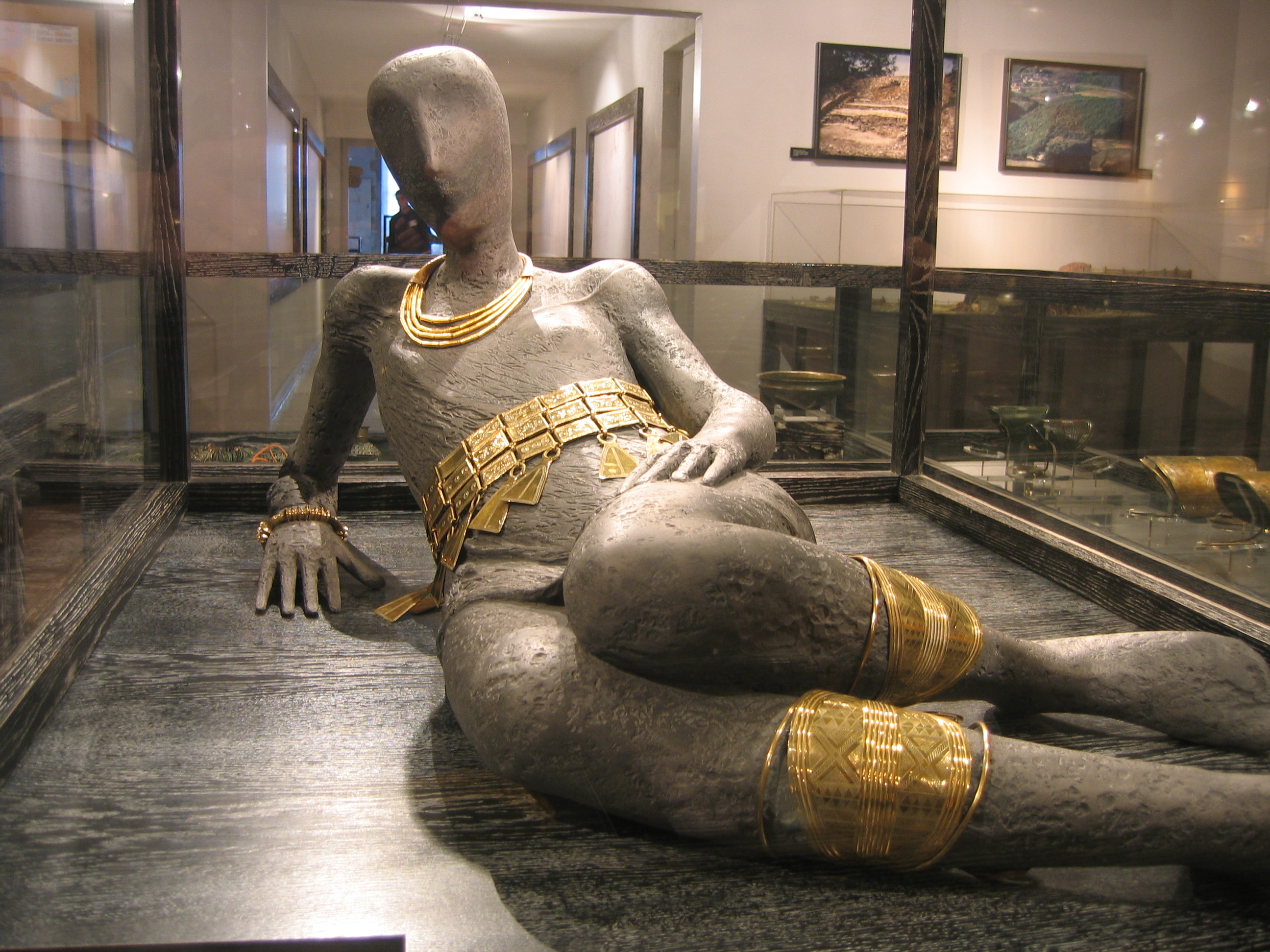
Bijoux en or du trésor de Blanot.

Des salles du XVIIe siècle exposent des vestiges de plusieurs époques, du Paléolithique à l’époque mérovingienne : 
- trésor de Blanot, âge du bronze, composé de pièces de vaisselle et de bijoux en bronze et en or ;
- bracelet de la Rochepot, 1,3 kg d'or ;
- objets de l'éperon barré d'Étaules ;
- céramiques décorées à l'étain de Chaume-lès-Baigneux ;
- bijoux et des armes des habitants de la Bourgogne à l’époque mérovingienne : fibules incrustées de grenats, boucles de ceinture plaquées d’argent, boucles d’oreille en or, épées retrouvées dans des tombes de guerriers burgondes et francs ;
- artefacts de l’abbaye Saint-Bénigne au Moyen Âge.

## Galerie

### Le musée

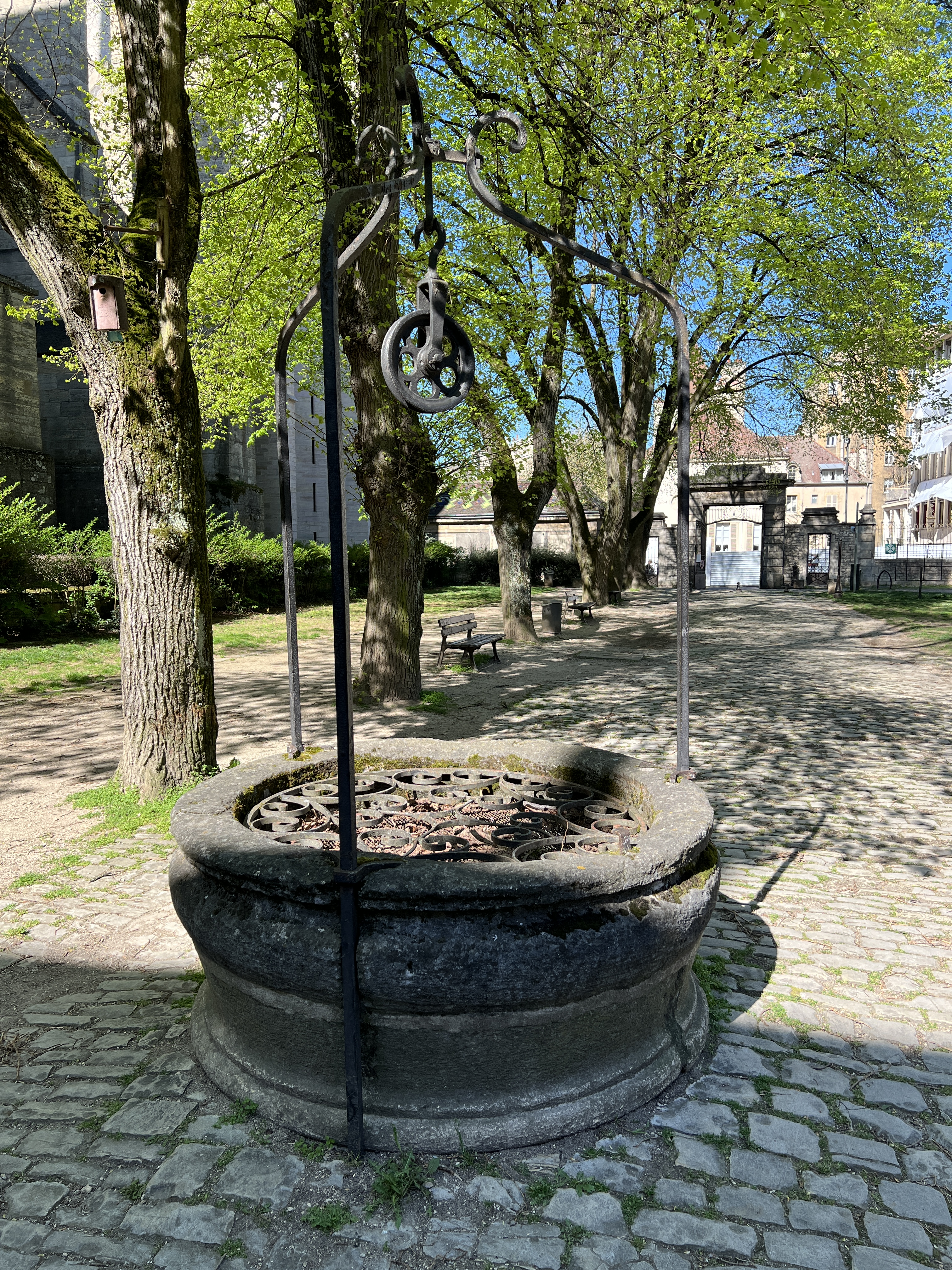
Square des Bénédictins.
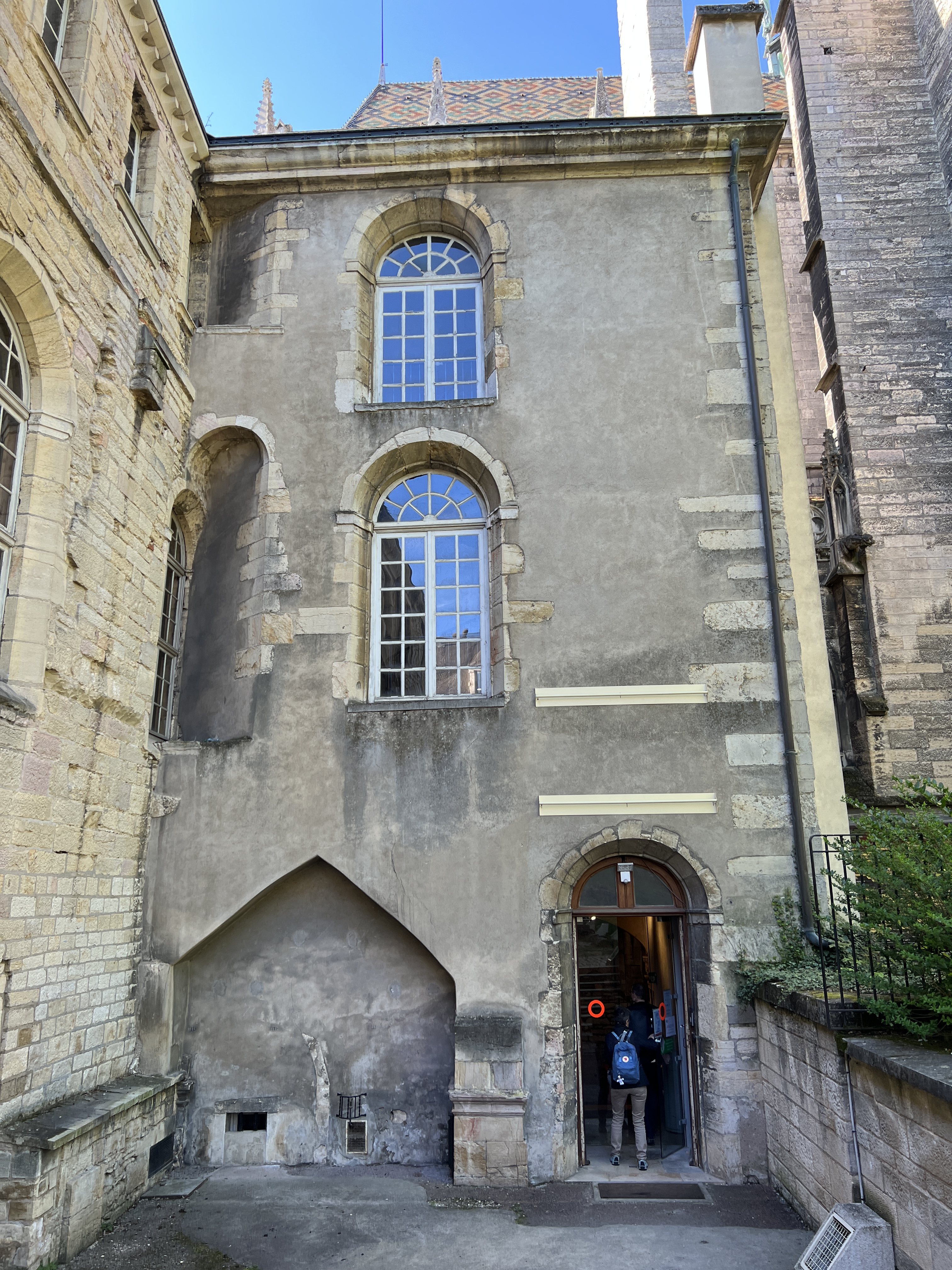
Entrée du musée.
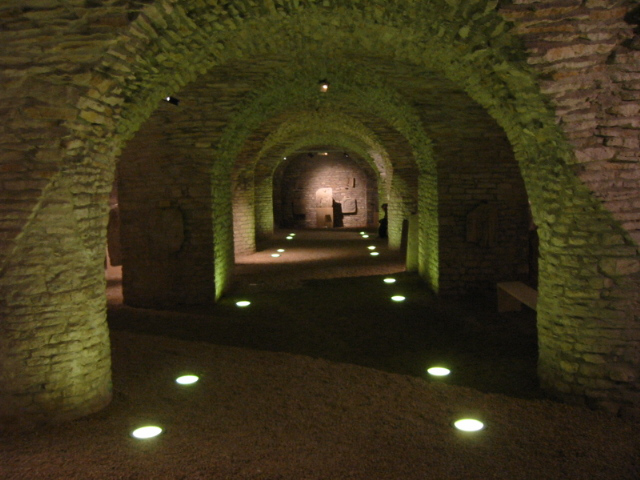
Crypte de l'abbaye.
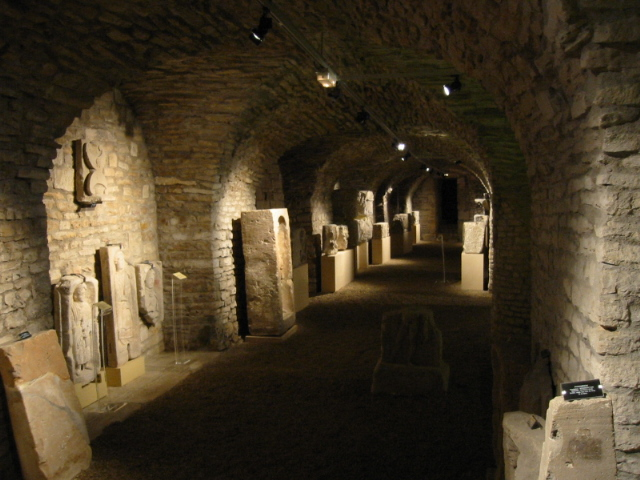
Crypte de l'abbaye.
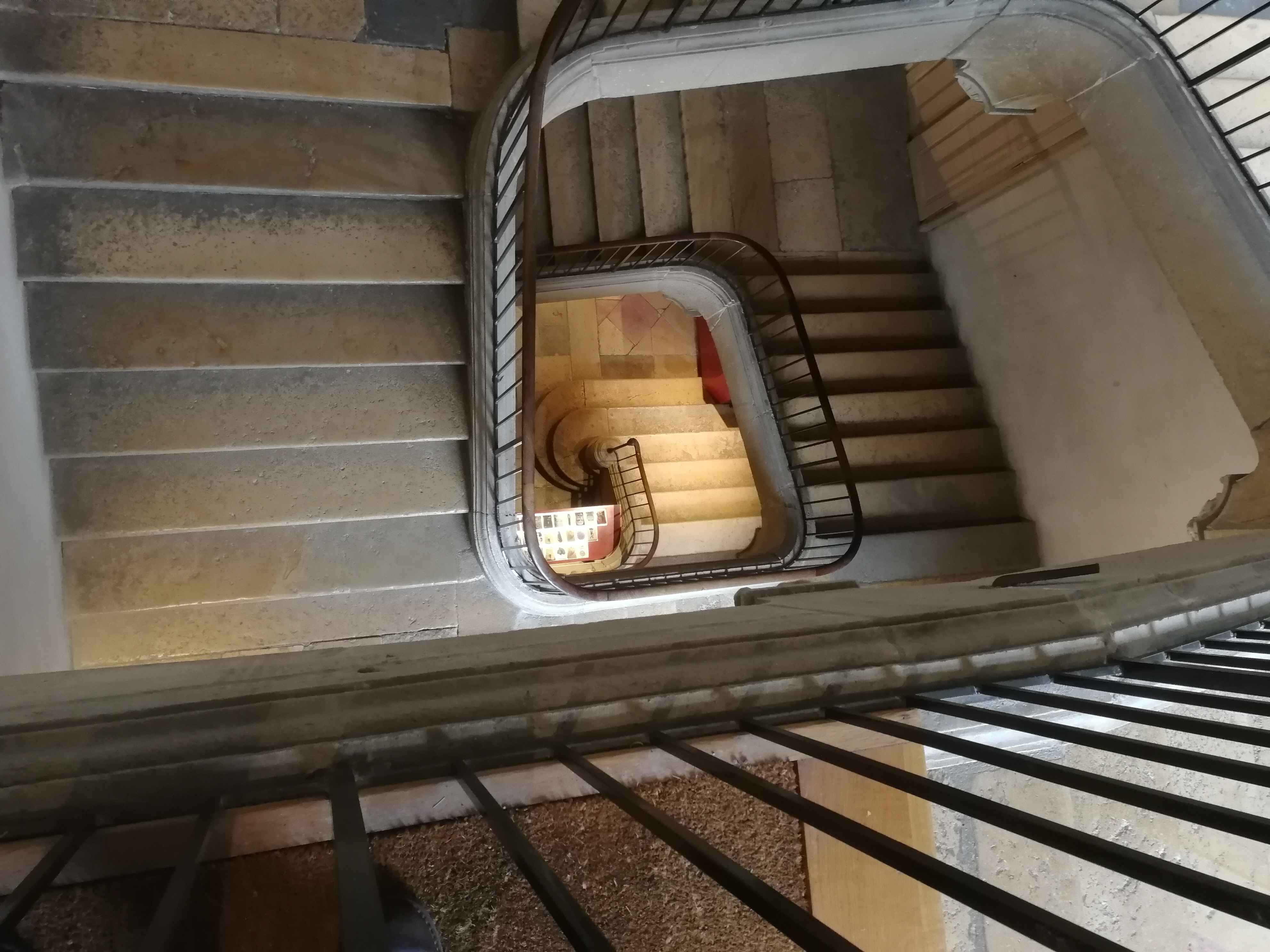
L'escalier.
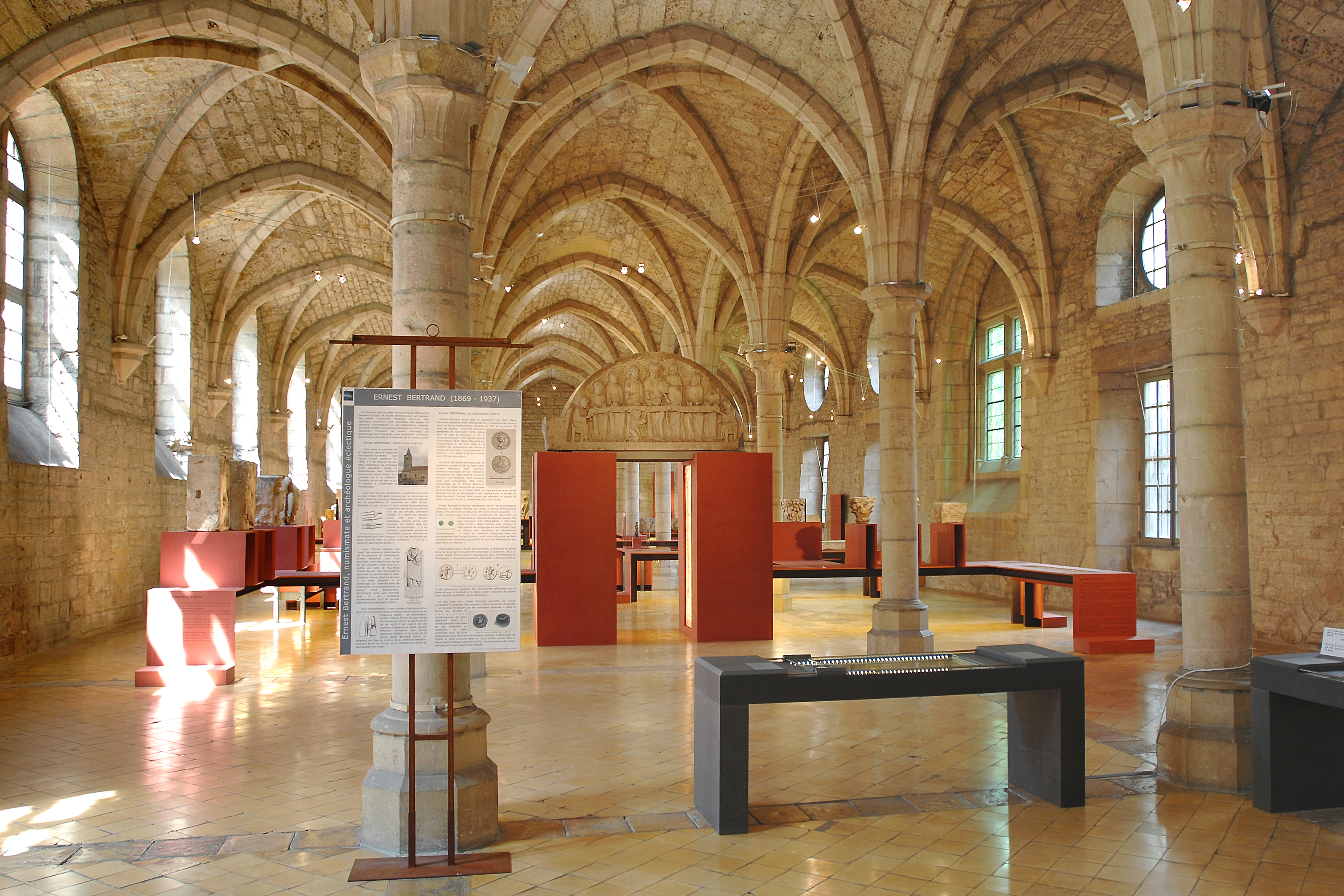
Ancien dortoir des moines (style gothique, XIIIe siècle).
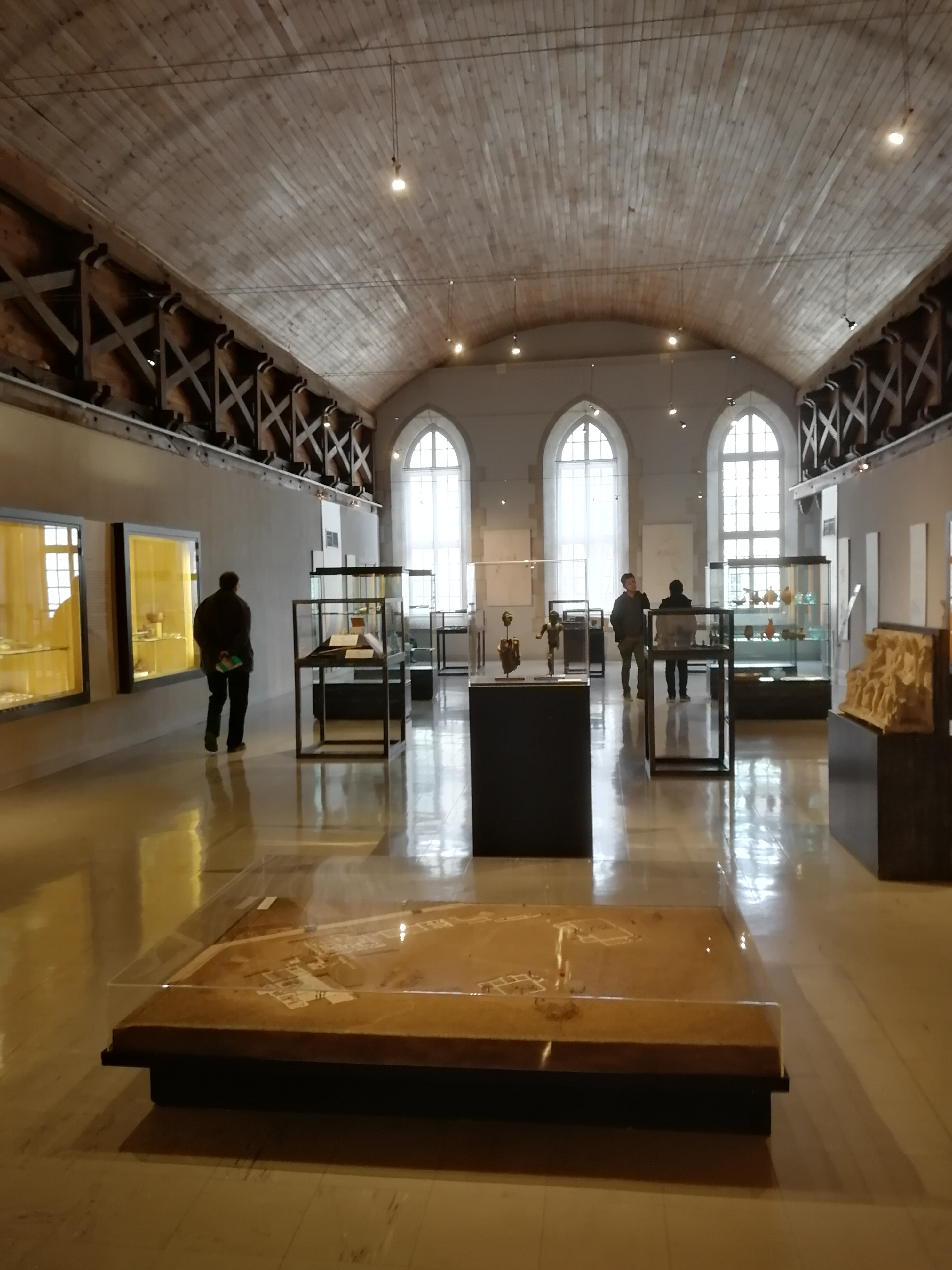
Une salle au second niveau.

### Les œuvres

#### Collections gallo-romaines

Sculptures et ex-voto des sources de la Seine et des environs
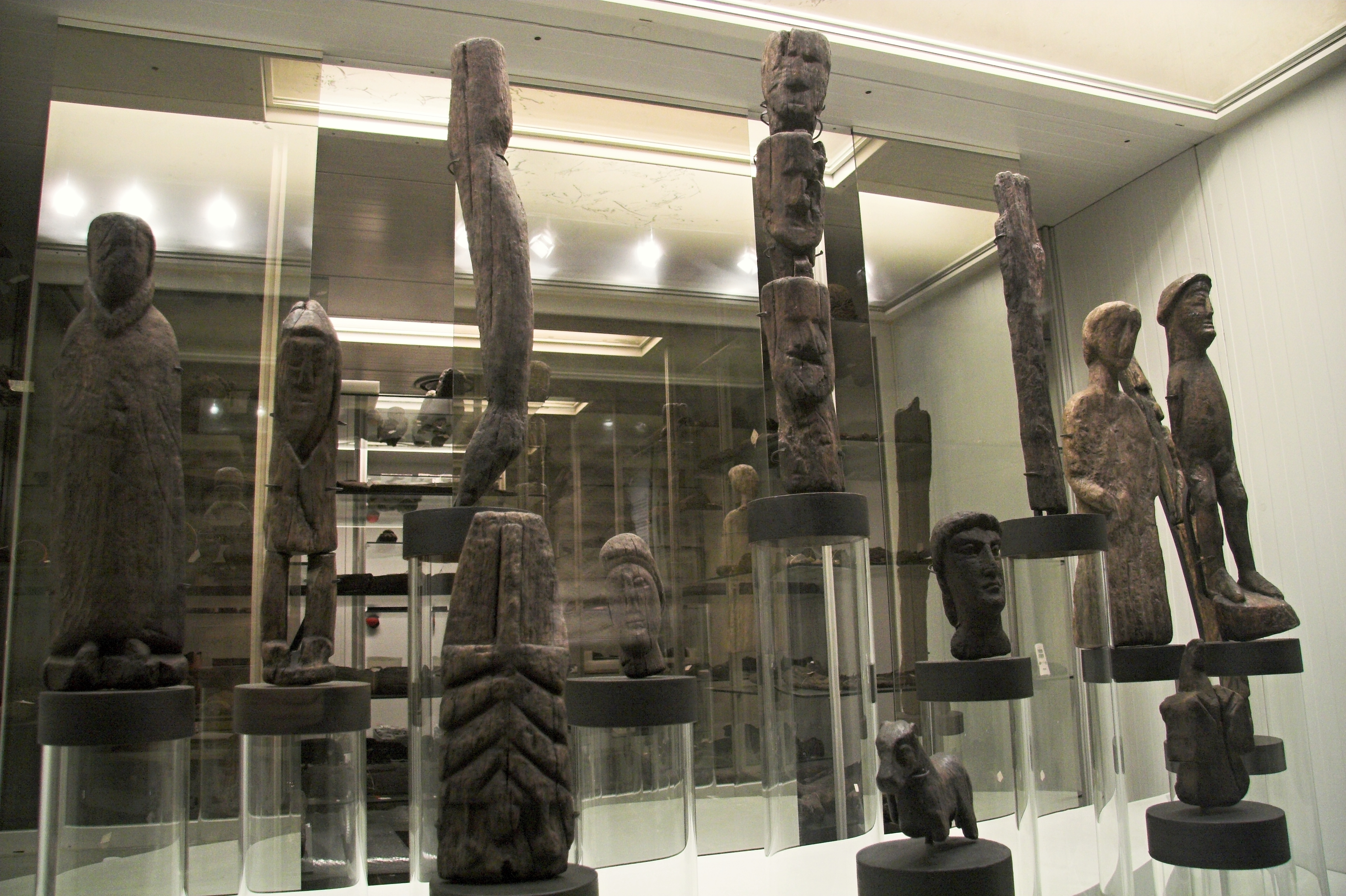
Offrandes à Séquana, divinité des sources de la Seine. Bois de chêne, vers -80.
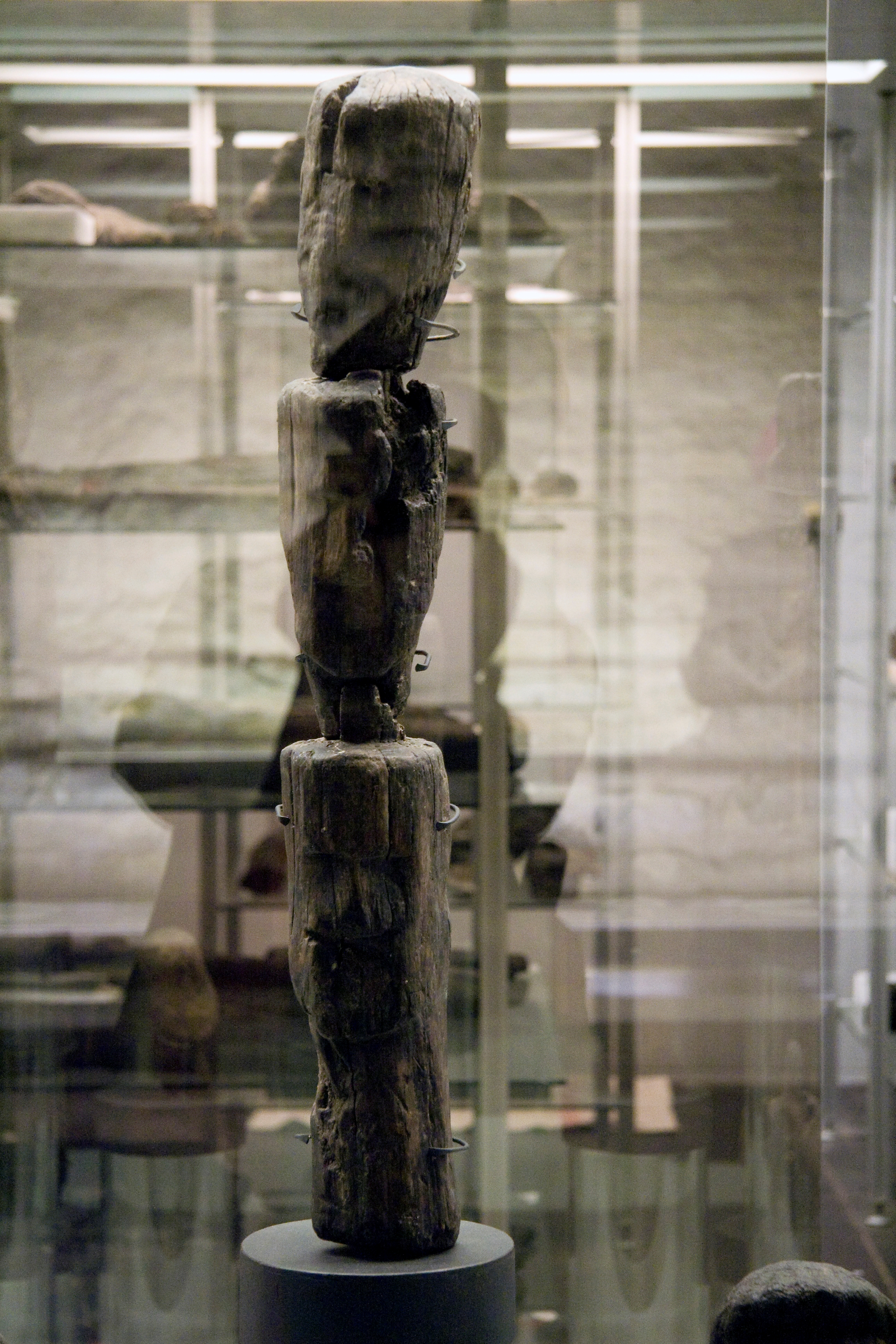
Colonne à trois têtes superposées. Bois de chêne, vers -80.
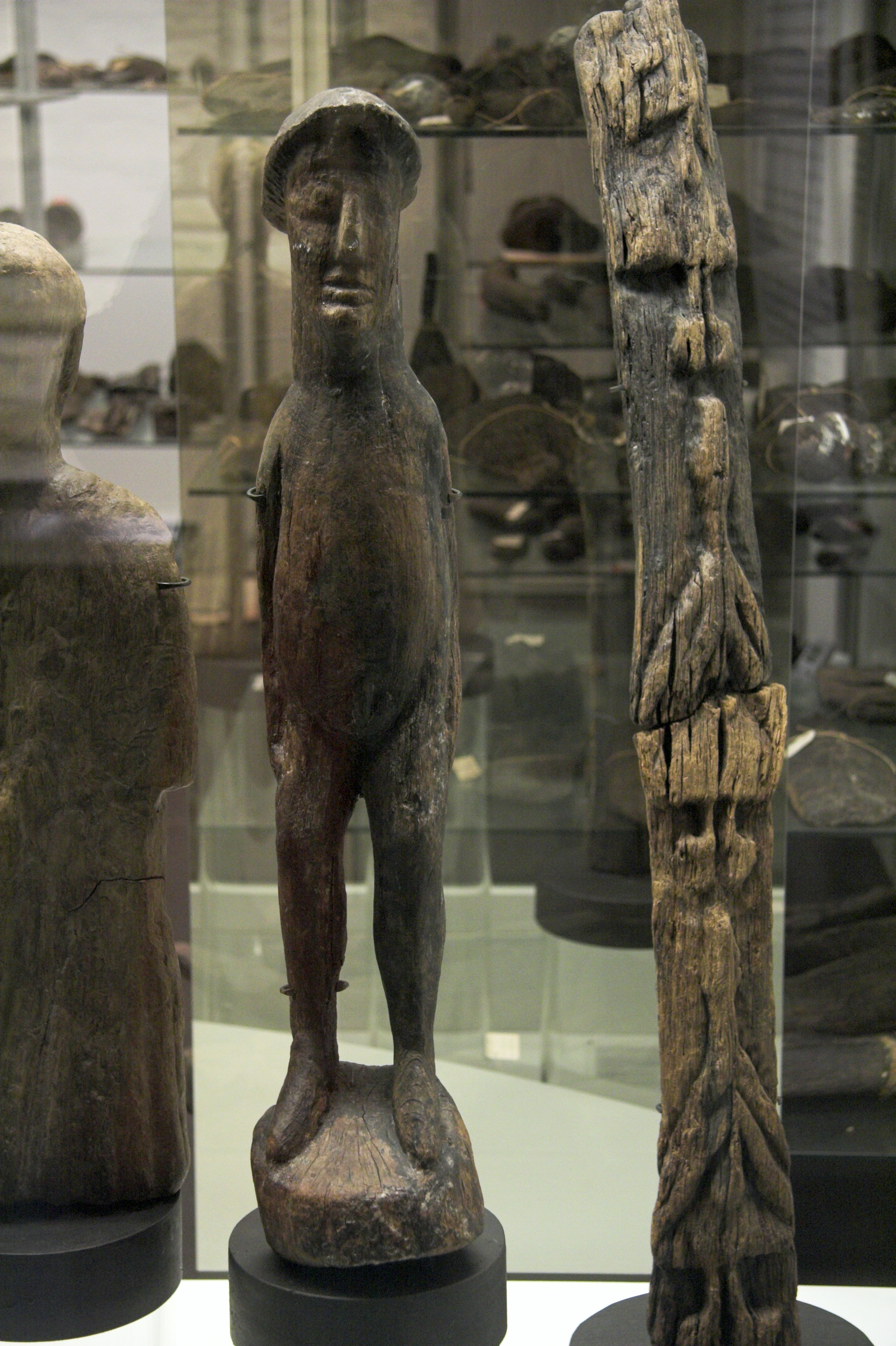
Offrandes des sources de la Seine. Bois de chêne, vers -80.
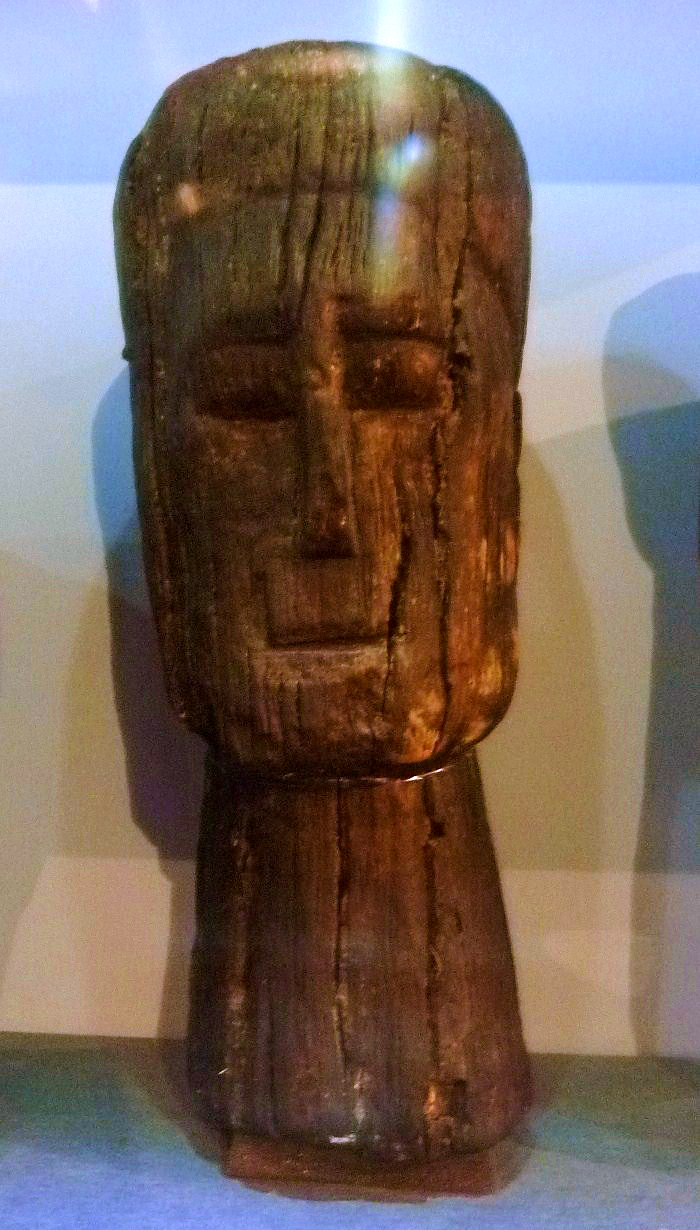
Offrande en bois de chêne, vers -80.
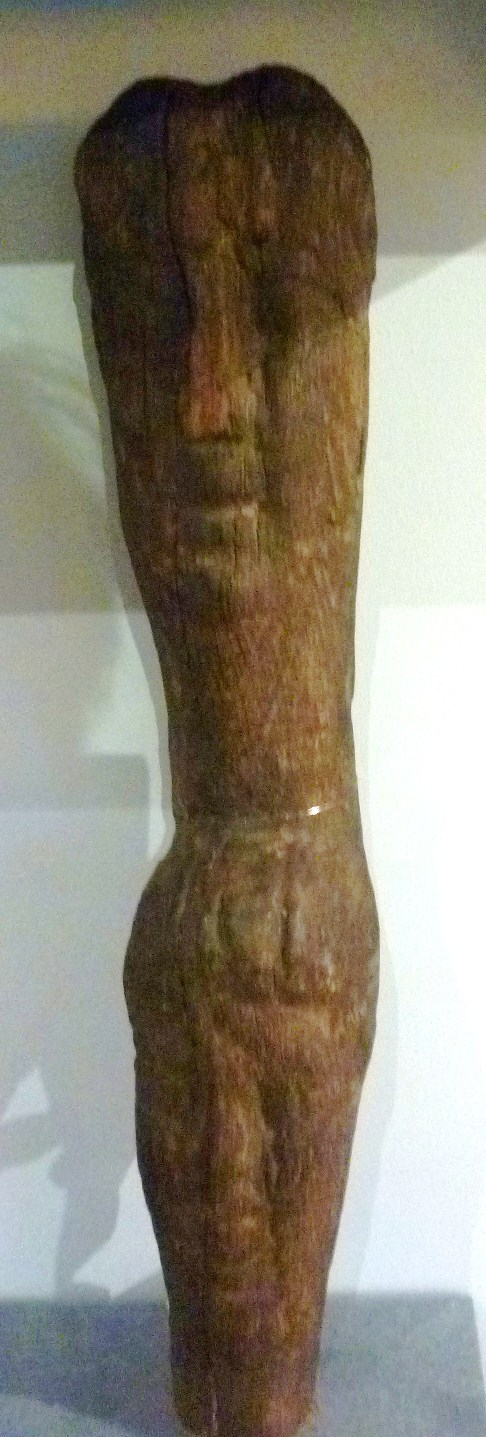
Offrande en bois de chêne, vers -80.
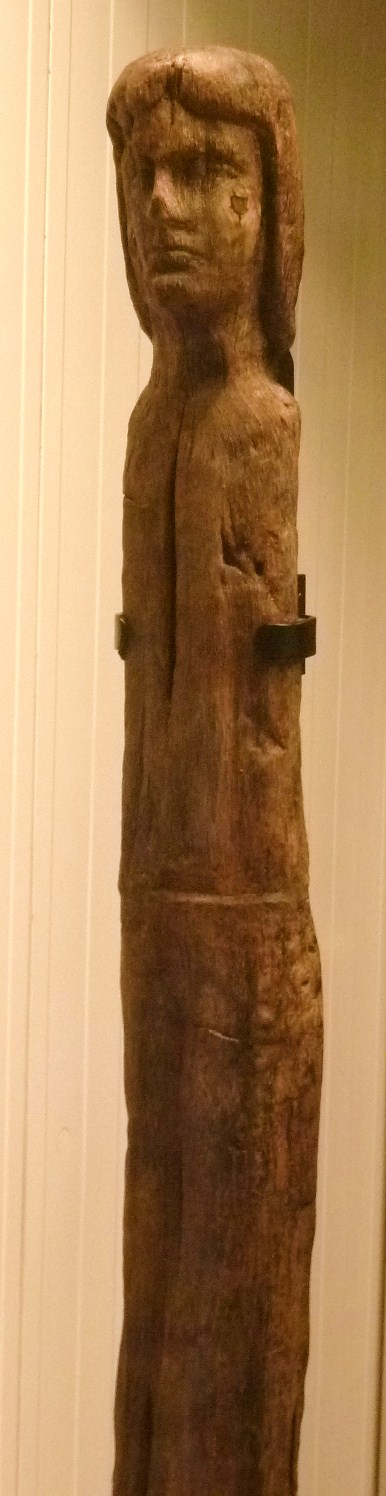
Offrande en bois de chêne, vers -80.
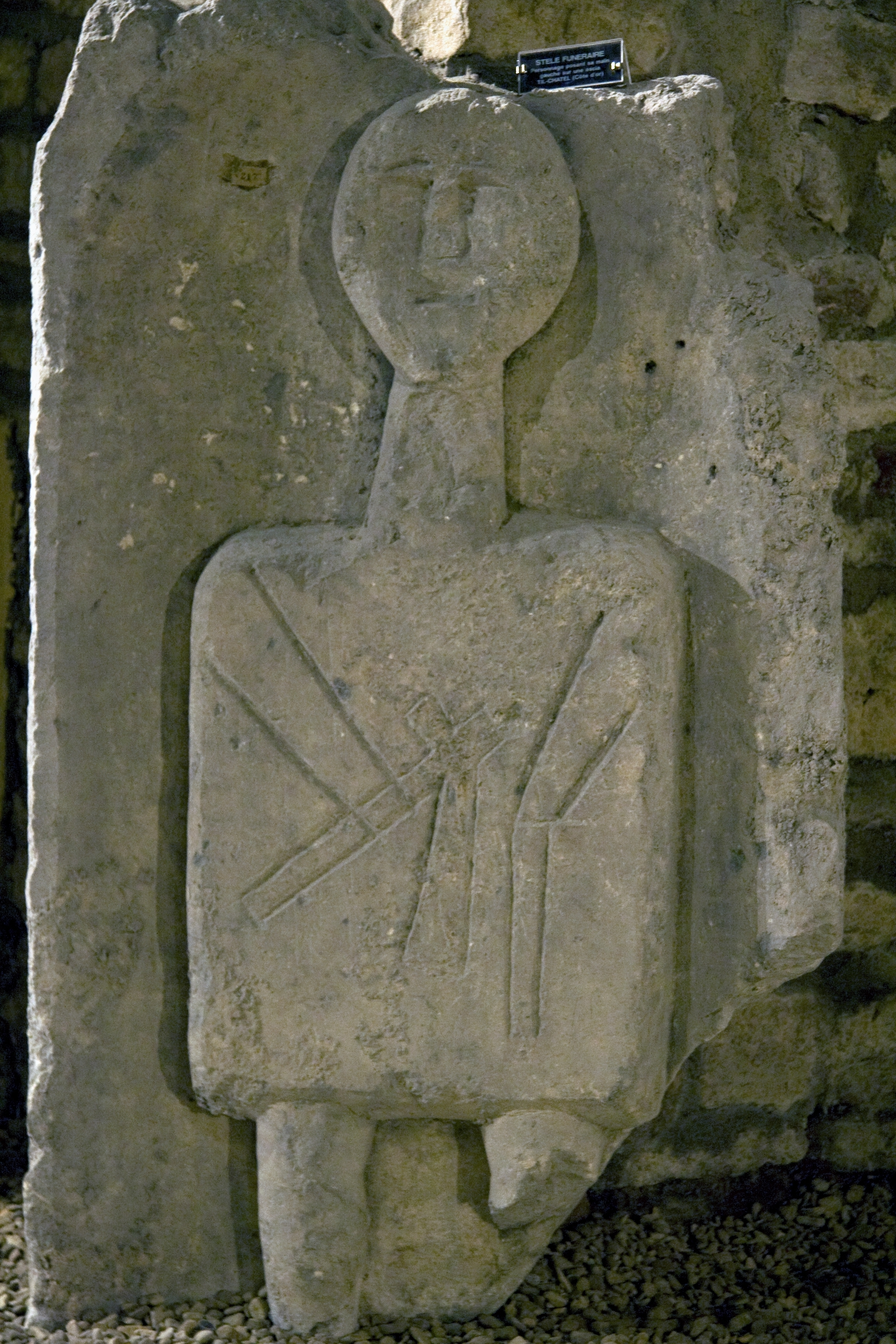
Stèle celtique figurant un personnage portant une chandelle.
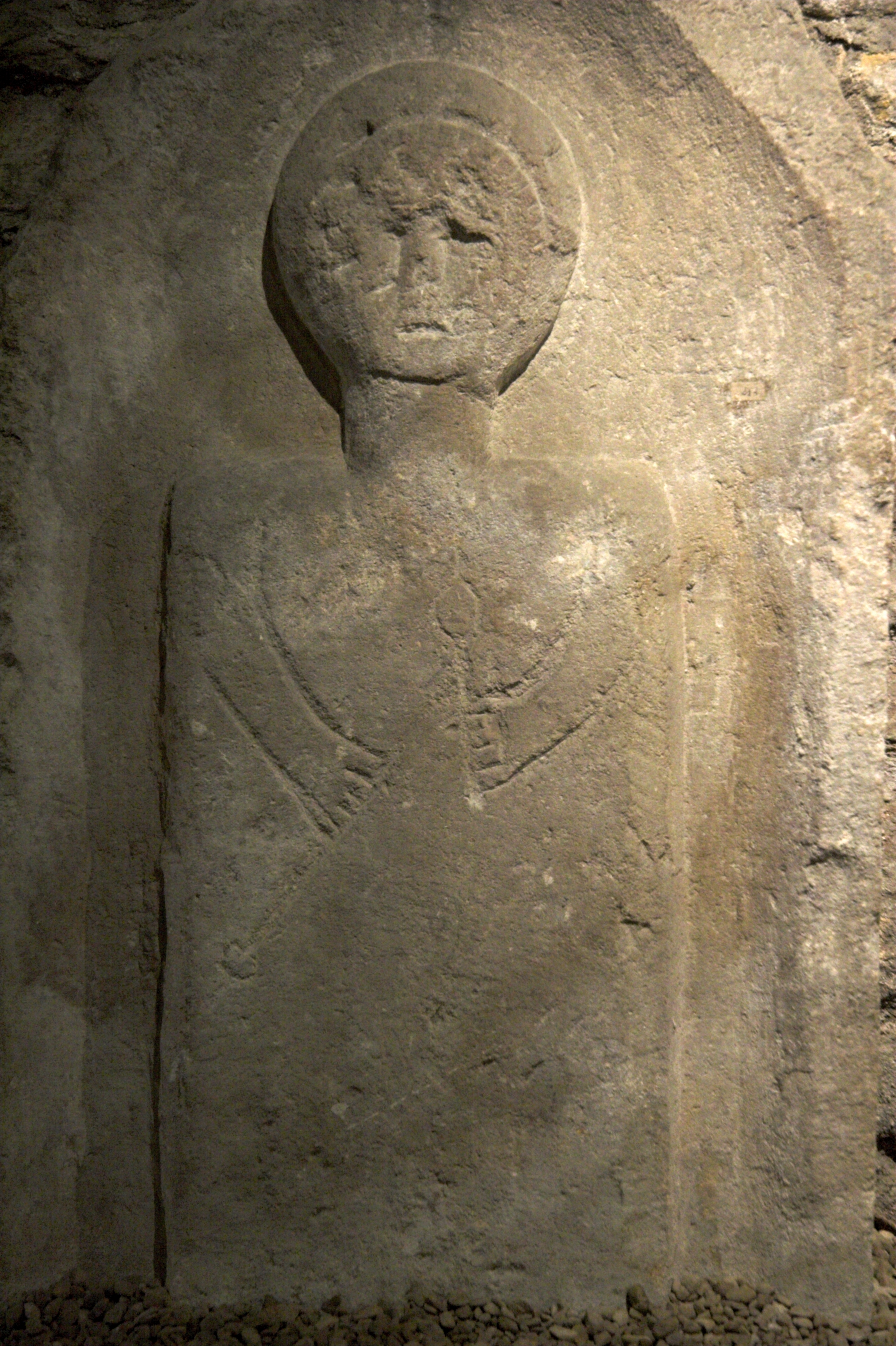
Stèle celtique figurant un personnage portant une chandelle.
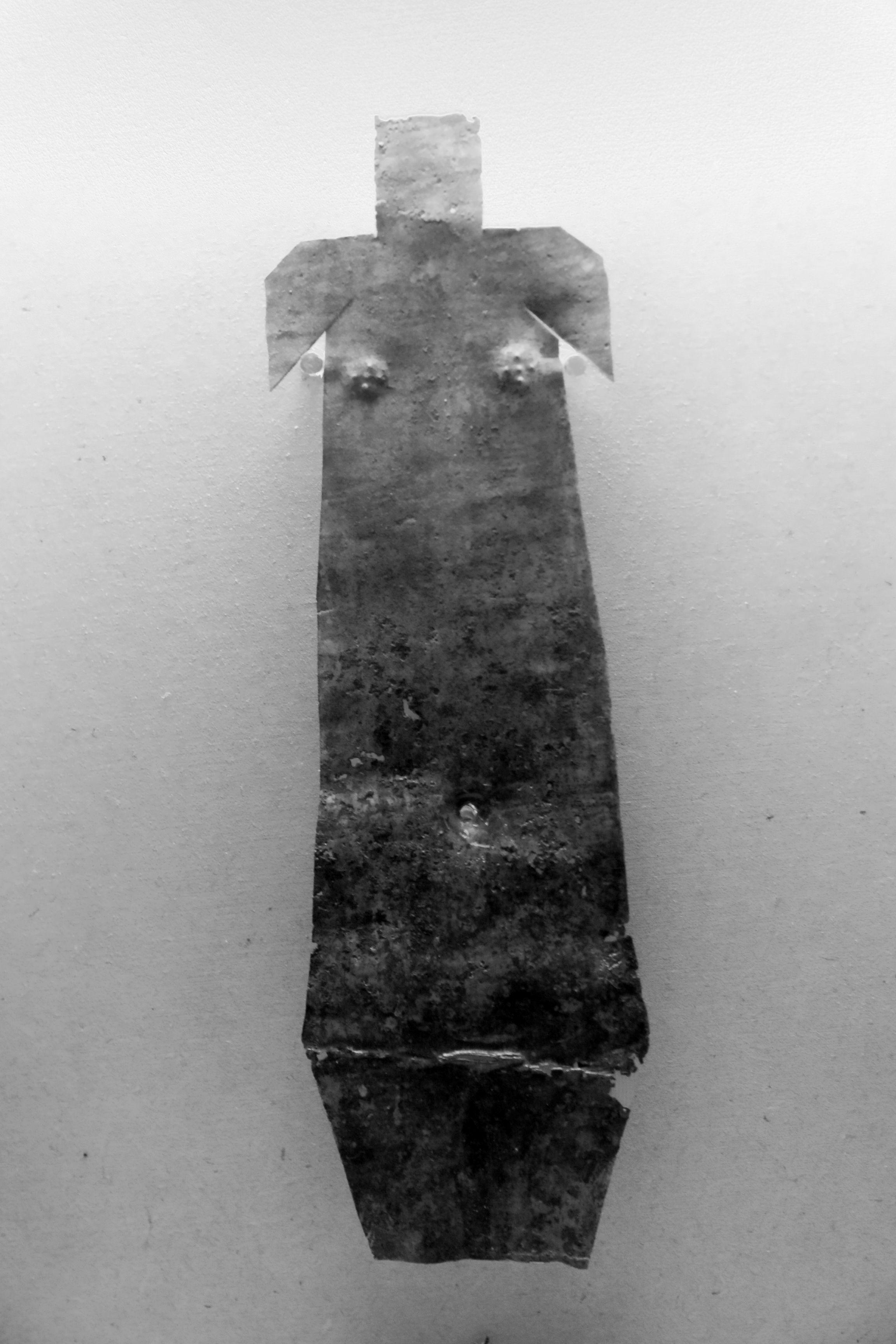
Ex-voto, figure d'un personnage en bronze.
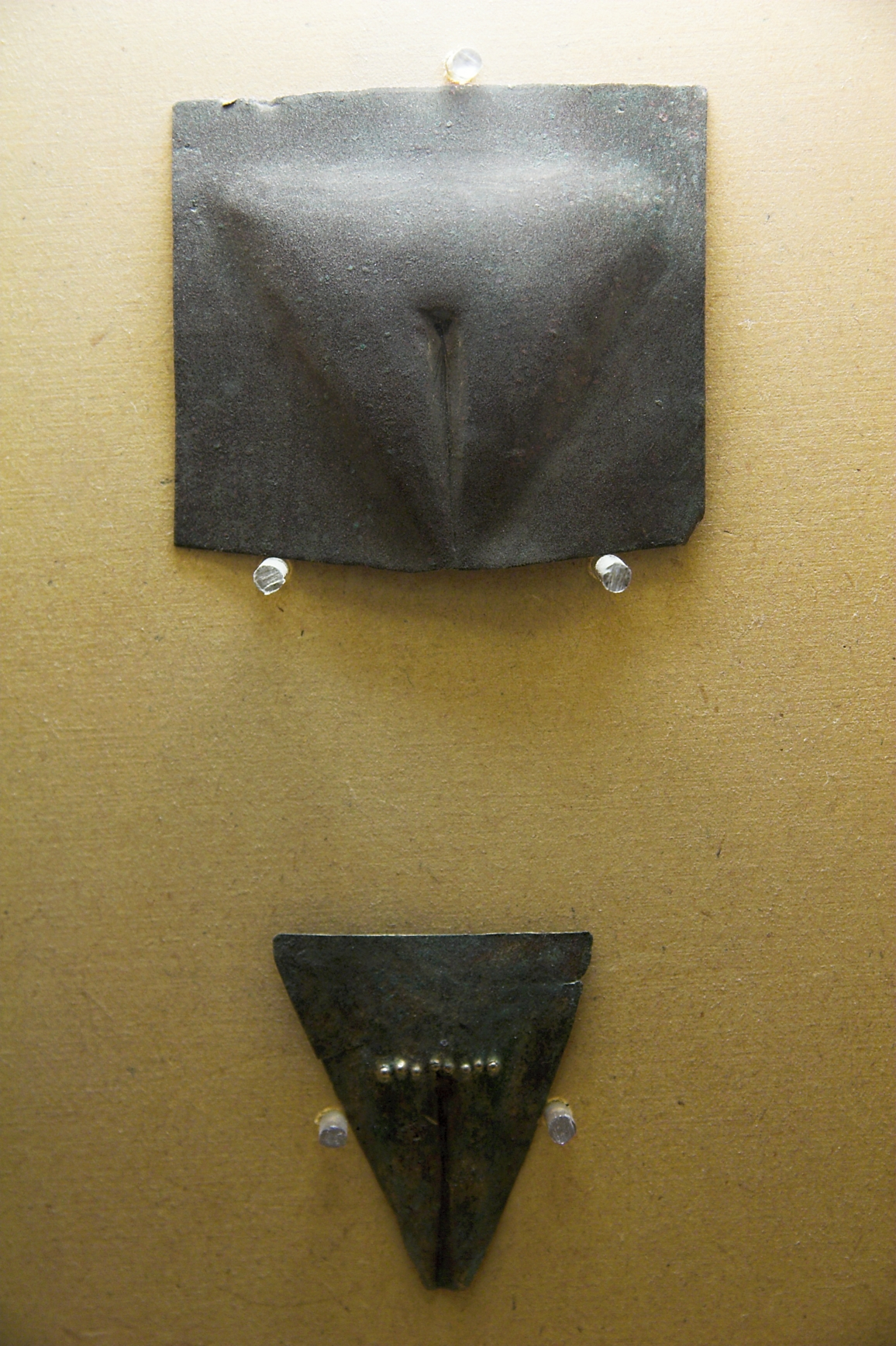
Ex-voto, figure de parties féminines en bronze.
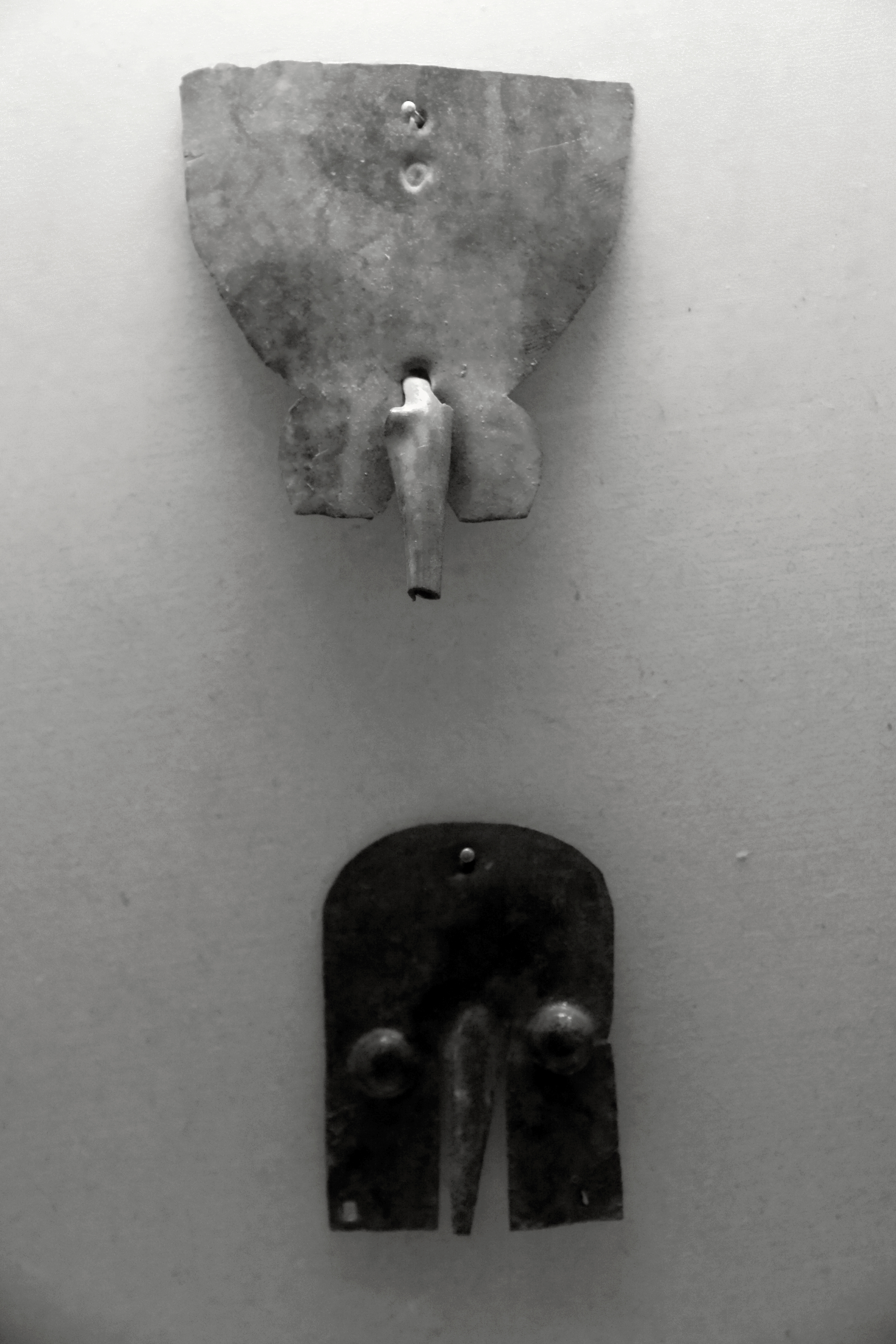
Ex-voto, figures de parties masculines en bronze.
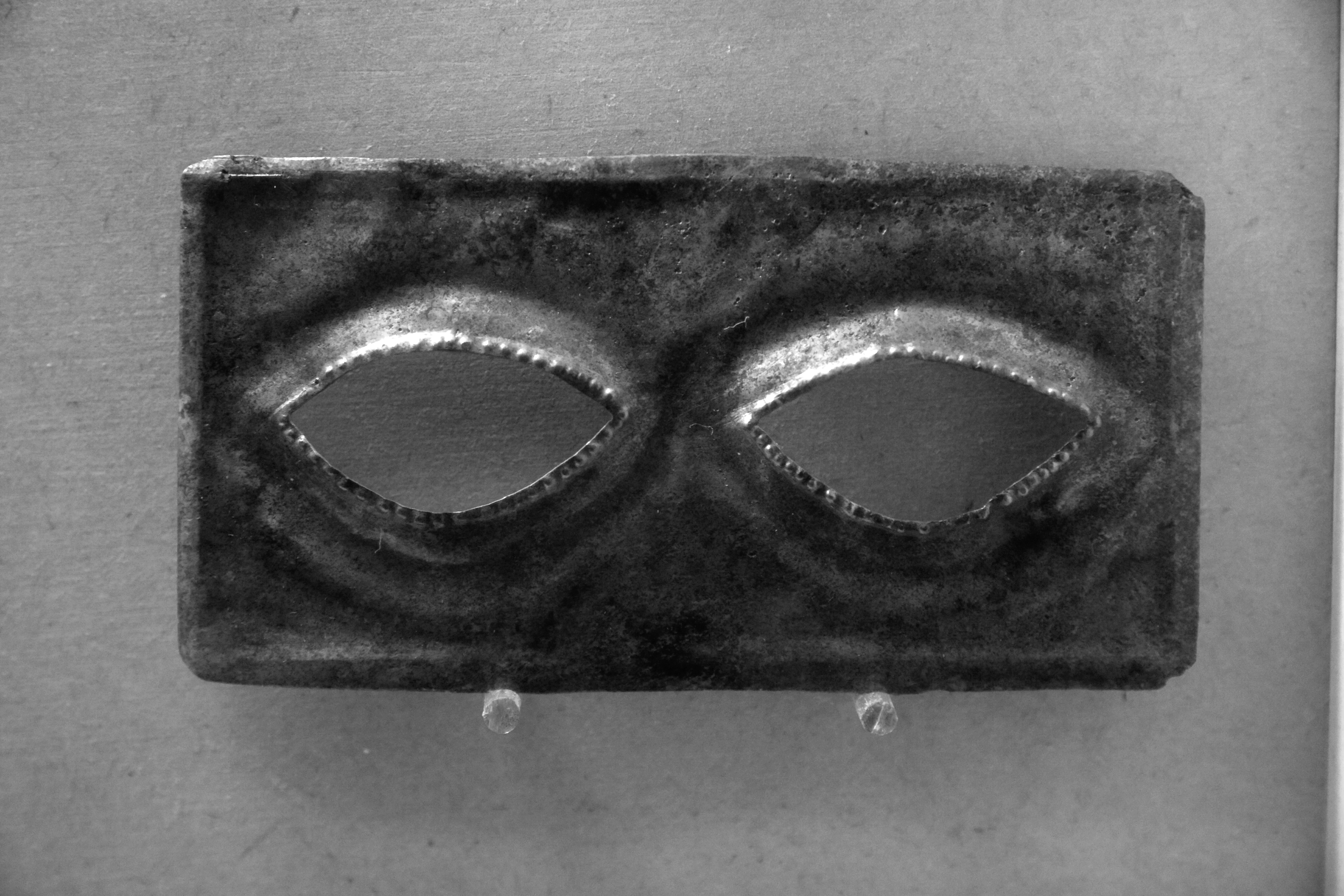
Ex-voto figurant des yeux, en bronze.

#### Collections préhistoriques, gallo-romaines et mérovingiennes

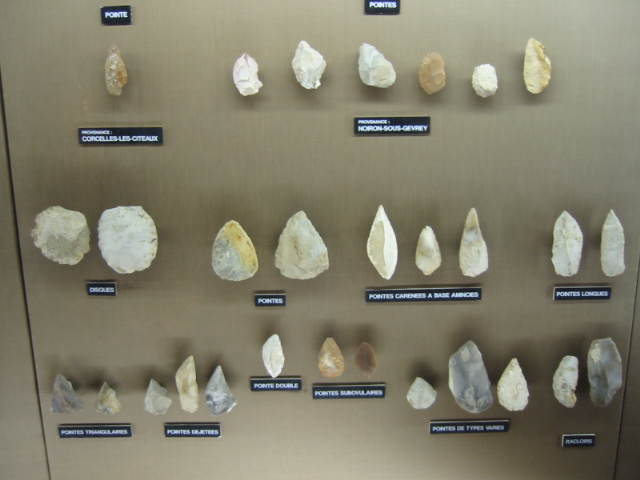
Pointes du Paléolithique.
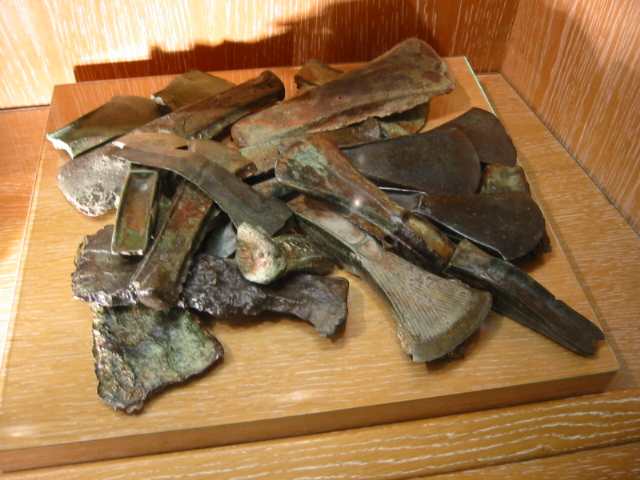
Haches de l'âge du bronze.
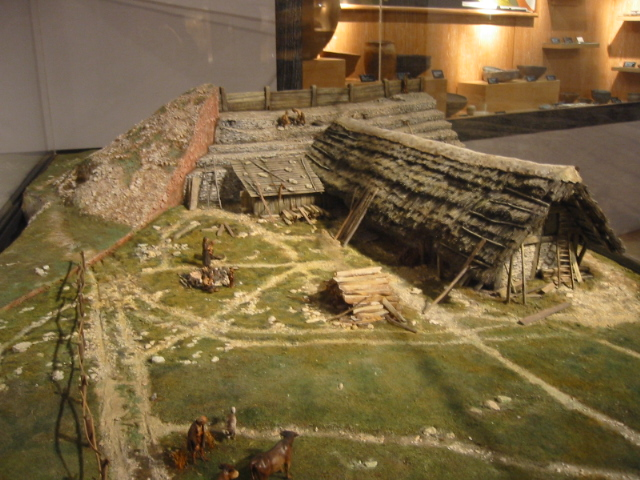
Maquette d'une maison néolithique.
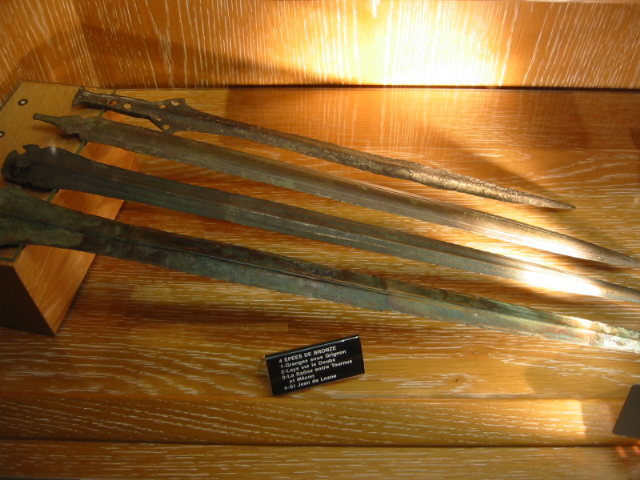
Épées mérovingiennes en bronze.
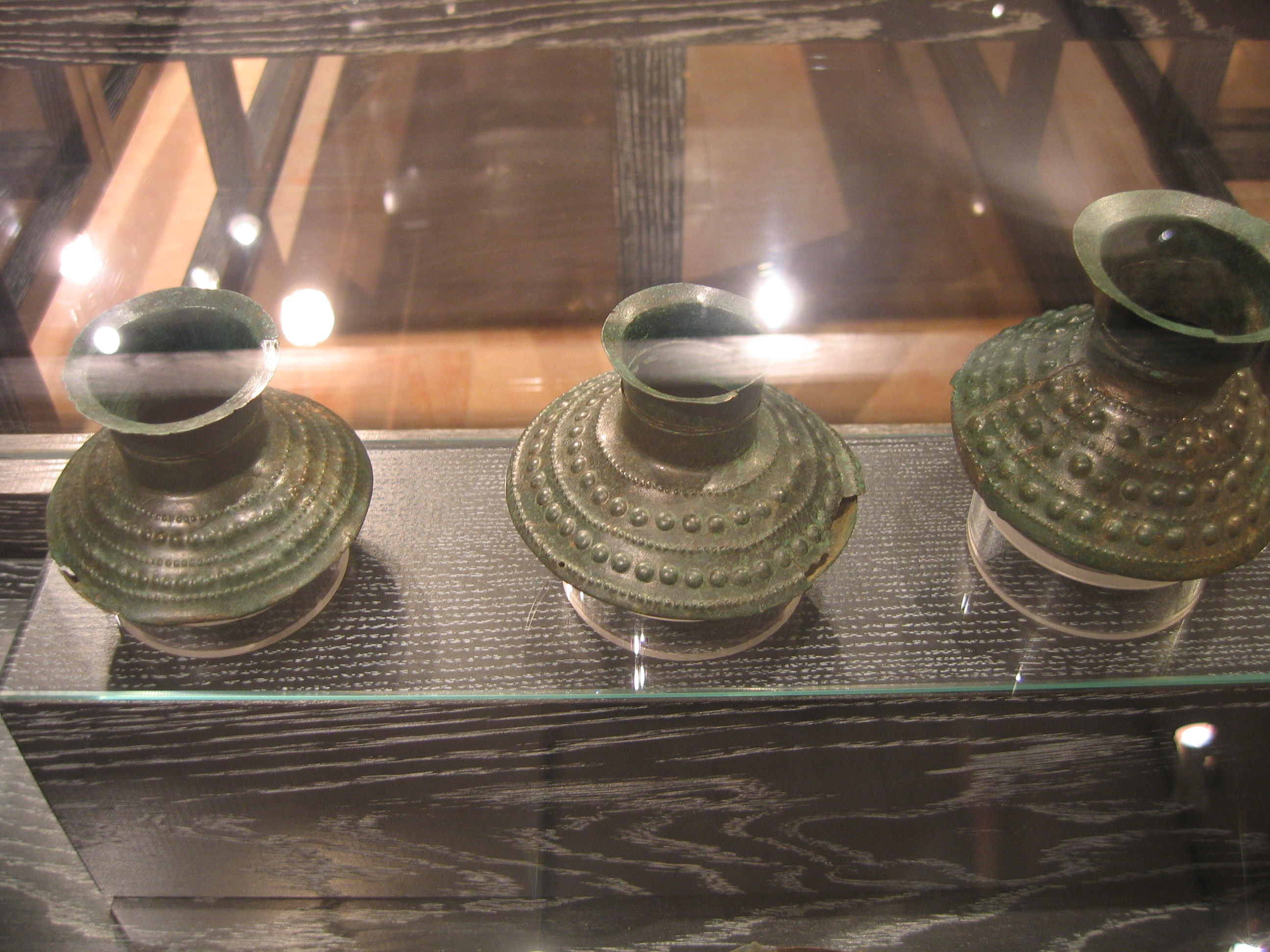
Vases en bronze martelé.
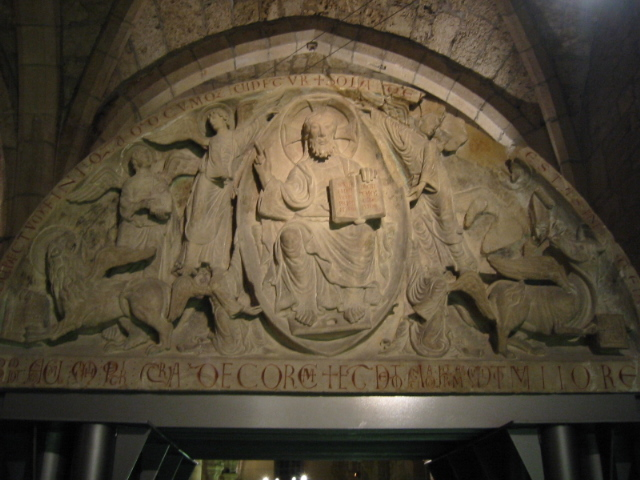
Le Christ en majesté, tympan de l'abbaye Saint-Bénigne (3e quart du XIIe siècle).